# Crucita

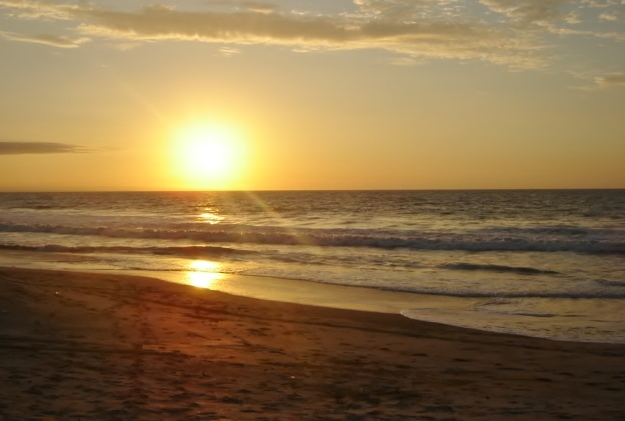
«Playa de Crucita - Ecuador», atardecer en playa de Crucita en la provincia de Manabí - Ecuador.

Crucita es una población de Ecuador localizada en la costa oeste de la provincia de Manabí y parroquia de la capital Portoviejo. Cuenta con una población de 14.050 habitantes.
Es un balneario turístico muy conocido por los aficionados al vuelo libre y al parapente.[cita requerida]
Se encuentra en el Valle del Río Portoviejo, en el que se pueden realizar paseos por paisajes pintorescos con observación de aves, en especial de garzas.
A sólo 20 minutos de Portoviejo, es considerada a nivel mundial como uno de los mejores lugares donde se pueden practicar deportes como parapente y ala delta; cada vuelo en Tándem tiene una duración de 15 minutos.[cita requerida]